# Limnophila pallidistyla
Limnophila pallidistyla là một loài ruồi trong họ Limoniidae. Chúng phân bố ở miền Australasia.